# Карадагский, Мухаммедкули-хан
Мухаммедкули хан Карадагский (азерб. Məhəmmədqulu xan Qaradağlı; ? — 1840) — видный представитель племени Тохмаглы, входящим в племенное объединение Устаджлы. Последний хан Карадагского ханства (1813—1828). Сын Мустафакули-хана Карадагского, дед Гасаналиага-хана Карадагского.
Родился в городе Ахар (Южный Азербайджан, Каджарское государство). Один из военачальников Каджарского войского соединения «Армия Азербайджана». Во время второй русско-персидской войны (1826—1828) воевал на стороне русской армии. В 1828 году переехал со своей семьёй и челядью в город Шуша. Особым распоряжением императора Николая I был удостоен майорского звания, возведён в потомственные дворяне, присвоена фамилия Хан-Карадагский в 1828 году. Работал в военной комендатуре в Шуше. Был начальником тайной службы. В 1835 году получил звание полковника. Был в дружеских отношениях с генерал-фельдмаршалом И. Ф. Паскевичем.

## Ссылка
- Анвар Чингизоглы. Гарадагские. — Баку, изд-во «Шуша», 2008. 160 стр.